# Алтайская лошадь
Алтайская (Ойротская до 1948 г.) — одна из древнейших пород лошадей Сибири, выведенная на территории Алтайских гор, близкая к монгольской породе.

## Характеристики
У лошадей алтайской породы голова со слегка выпуклым профилем, относительно короткая шея, крепкая спина, хорошо развитый круп и короткие берцовые кости. Средний рост составляет 140 см. Масть каштановая, гнедая, вороная, серая, иногда в яблоках. Средние промеры взрослых жеребцов составляют: высота в холке 136,9 см; длина туловища 143,8 см; обхват груди 165,2 см; обхват пясти 18,7 см.

## История разведения
Алтайская порода имеет морфологическое сходство с лошадьми из Пазырыкских курганов, датированных III веком до н.э. Разведение в течение многих веков в высокогорной местности с суровым климатом привело к созданию невысоких лошадей с развитыми лёгкими и сердцем, сильной мускулатурой, крепкой костной системой, выносливых, способных пастись круглогодично, зимой самостоятельно добывая корм на тебенёвке. Прочность копыт позволяет алтайской лошади без ущерба для себя перевозить грузы по каменистым горным дорогам неподкованной.
Алтайской породе, как и всем лошадям монгольского типа, присущь недостаток низкорослости. Для улучшения экстерьера с начала XX века начался процесс метизации аборигенной алтайской группы лошадей. С 1903 года для верхово-тяжеловозной метизации бай-коневод Аргымай Кульджин активно скрещивал алтайскую лошадь с кузнецкой породой. В 1909 году скрещивали с «арабом». С 1928 года началась планомерная метизация алтайской лошади на конефермах-колхозах Онгудайского района. С 1931 г. в качестве улучшателей в Ябоганском и Ойротском конных заводах использовались породы: английская чистокровная, англо-арабская, тракененская, англо-норманская, англо-кабардинская, донская, англо-донская, русский рысак и текино-кабардинская.
С 50-х годов для использования в мясном и молочном направлении началась метизация с литовскими, русскими, советскими и владимирскими тяжеловозами. Работа с породой продолжается в направлении увеличения мясной продуктивности, которая пока еще не достигла предела.
Селекционная работа с алтайской лошадью с 1979 по 1998 год привели к созданию новой породы - новоалтайской. В 1998 году насчитывалось 124 жеребца-производителя и 3020 кобыл. Новоалтайская порода была утверждена Государственной комиссией 29 марта 2000 года.
Сегодня алтайская лошадь используется как вьючный транспорт, как мясная порода а также для производства молока, жира и конского волоса. 